# Tenisová sezóna Rogera Federera 2007
Tenisová sezóna Rogera Federera 2007 znamenala pro švýcarského tenistu podruhé v řadě účast ve finále všech čtyř Grand Slamů, z nichž jako první tenista historie potřetí získal tři tituly. Ve finále Australian Open porazil Chilana Fernanda Gonzáleze 7–6, 6–4, 6–4. Ve Wimbledonu vyhrál rozhodující utkání opět nad španělským tenistou Rafaelem Nadalem 7–6, 4–6, 7–6, 2–6, 6–2 a čtvrtý titul na newyorském US Open si připsal po výhře nad Srbem Novakem Djokovićem v poměru 7–6, 7–6, 6–4. Čistý grandslam mu unikl prohraným finále antukového French Open, v němž nestačil na Nadala ve čtyřech setech 3–6, 6–4, 3–6 a 4–6. Obdobně jako v sezóně 2006 jej tak od této mety dělila jediná výhra.
V sérii Masters se pětkrát probojoval do finále. Připsal si z nich dva triumfy z hamburské antuky a tvrdého povrchu v Cincinnati. V rámci třetí nejvyšší kategorie ATP International Series Gold vyhrál turnaj v Dubaji a v úrovni ATP International Series obhájil vítězství z basilejského Swiss Indoors.
Počtvrté v kariéře opanoval závěrečnou událost sezóny Turnaj mistrů, když v posledním duelu zdolal španělského hráče Davida Ferrera po hladkém třísetovém průběhu.
Dne 2. května odehrál proti Rafaelu Nadalovi exhibici „Bitva povrchů“, která proběhla na dvorci z poloviny pokrytém antukou a z druhé části trávou. Dějištěm se stala aréna v Palma de Mallorca. Španěl těsně zvítězil poměrem 7–5, 4–6 a 7–6. Stejný měsíc se rozešel s trenérem Tonym Rochem, s nímž spolupracoval na základě ústní dohody. Bez trenérského vedení zůstal až do Estoril Open 2008, když se v dubnu 2008 stal jeho koučem Jose Higueras, vyhlášený expert na antukovou přípravu. Švýcarovi stále scházel titul z French Open a měl v úmyslu se zaměřit na jeho zisk.
Na žebříčku ATP neopustil po celý rok pozici světové jedničky, kterou dále držel před druhým v pořadí Rafaelem Nadalem. Počtvrté v řadě byl vyhlášen mistrem světa ITF, nejlepším hráčem okruhu ATP a potřetí za sebou obdržel cenu Laureus pro nejlepšího sportovce světa.
V prosinci 2011 označil Stephen Tignor, hlavní editor internetového média Tennis.com, Federerovu sezónu 2007 za šestou nejlepší v otevřené éře světového tenisu. Vzhledem k výkonům, kterými se prezentoval na dvorcích, a také díky chování mimo ně, jej časopis Time zařadil mezi 100 nejvlivnějších osobností světa. Tenisová legenda a dvojnásobný držitel čistého grandslamu Rod Laver na jeho adresu uvedl: „Jedna věc je jistá: Je nejlepším hráčem své doby a jedním z nejobdivuhodnějších šampiónů na světě. To je něco, z čeho se lze určitě radovat.“

## Přehled sezóny

### Zimní sezóna na tvrdém povrchu

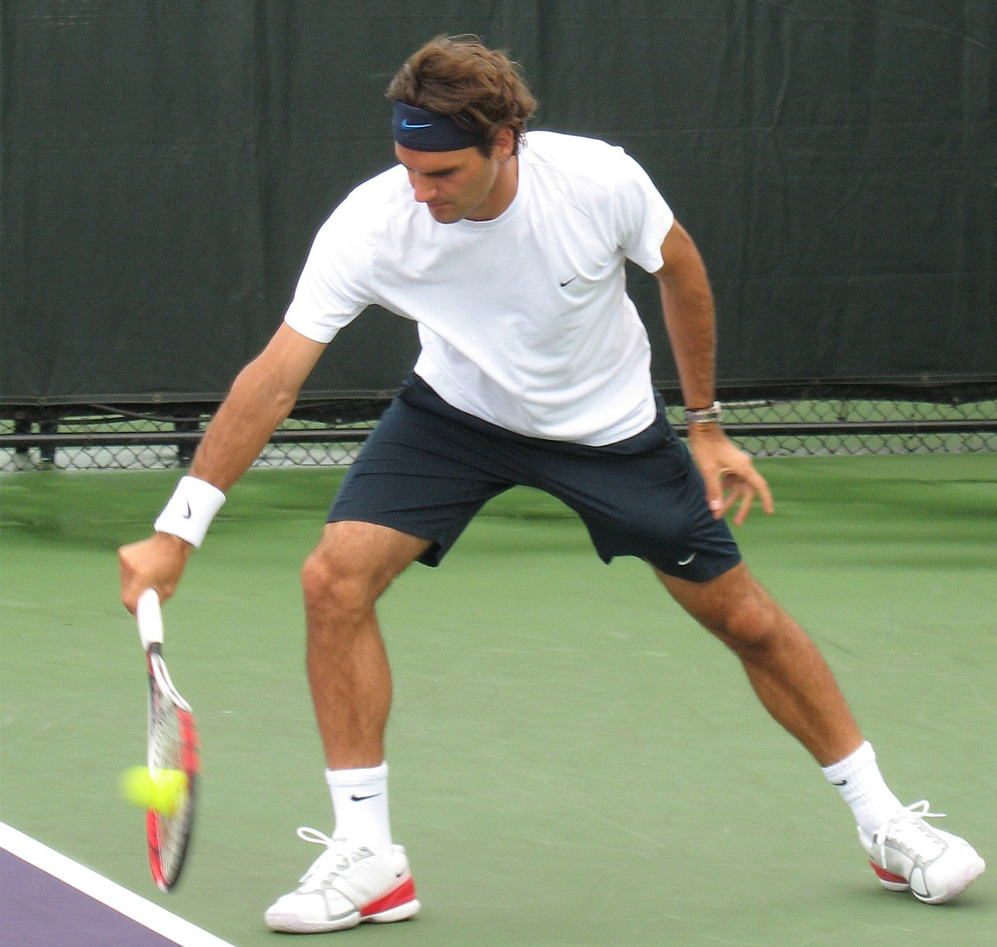
Během tréninku na Miami Masters

Do nové sezóny vstoupil až v polovině ledna účastí na melbournském grandslamu Australian Open, kde z pozice nejvýše nasazeného hráče obhajoval titul. Současně si do nového roku přinášel sérii 29 výher v řadě, kterou začal na US Open 2006. V průběhu grandslamu potvrdil svou dominanci, když mu žádný ze soupeřů nedokázal odebrat ani jeden set. V osmifinále přehrál budoucí světovou jedničku a několikanásobného šampióna z Australian Open Novaka Djokoviće, když se s ním premiérově střetl na majoru. V semifinále narazil na finalistu ze zářijového US Open 2006 Andyho Roddicka, kterého zdolal nejpřesvědčivějším rozdílem vzájemných duelů 6–4, 6–0 a 6–2. Na třetí titul z Australian Open a celkově desátou trofej na turnajích velké čtyřky dosáhl po třísetovém vítězství nad Chilanem Fernandem Gonzálezem. Stal se tak prvním tenistou od Borgova výkonu v roce 1980, jenž dokázal získat grandslam bez ztráty sady. Prodloužil také svou šňůru neporazitelnosti na 36 utkání, čímž překonal osobní rekord 35 výher z roku 2005.
Následně odletěl na Arabský poloostrov, aby odehrál Dubai Tennis Championships. Ve čtvrtfinále si opět poradil se světovou čtrnáctkou Djokovićem, těsně 6–3, 6–7(6) a 6–3. Po vítězství nad Tommym Haasem postoupil do finále, v němž si poradil s ruským 16. hráčem žebříčku Michailem Južnym a připsal si čtvrtý dubajský vavřín z předešlých pěti ročníků. Vítěznou sérii prodloužil na 41 utkání a na absolutní tenisový rekord Argentince Guillerma Vilase z roku 1977 ztrácel pouze pět výher. Dne 26.  února překonal Connorsův rekord 160 týdnů na čele žebříčku ATP bez přerušení.
Na kalifornský Indian Wells Masters vstupoval z pozice trojnásobného obhájce titulu. K překonání Vilasova rekordu mu postačovalo dojít do finále. Po volném losu ve druhé fázi narazil na Argentince a světovou šedesátku Guillerma Cañase, jemuž překvapivě podlehl 5–7 a 2–6. Po půl roce tak poznal porážku, která ukončila jeho plány na zápis do rekordních statistik.
Další týden startoval na miamském Mastersu Sony Ericsson Open v Key Biscayne. Jako dvojnásobný obhájce titulu skončil v osmifinále opět na raketě Cañase po třísetovém průběhu 6–7(2), 6–2 a 6–7(5). Na turnaji převzal cenu pro nejlepšího tenistu ATP 2006. Jako první hráč získal čtyři různá ocenění Asociace tenisových profesionálů z jediné sezóny.

### Antuková sezóna

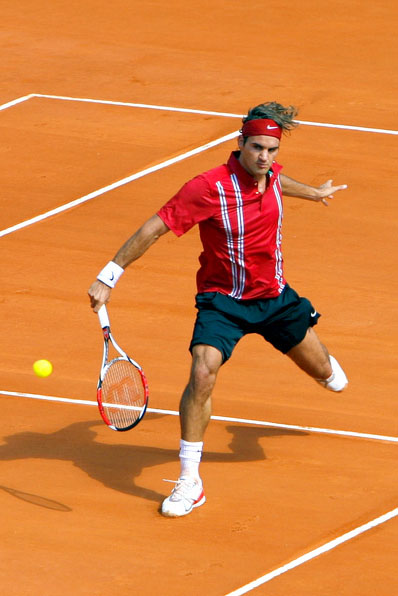
Ve finále Monte Carlo Masters nestačil na Nadala

Antukovou část roku rozehrál na Monte Carlo Masters, kde se podruhé v řadě probojoval do finále, a to bez ztráty sady. V boji o titul jej čekala světová dvojka a tenista přezdívaný „antukový král“ Rafael Nadal, jenž byl nad jeho síly. Nadal tak v Monte-Carlu pokračoval v tvorbě historického rekordu ATP, když tento turnaj do sezóny 2012 vyhrál osmkrát v řadě, což se jinému hráči na žádné události mužského okruhu nepovedlo.
Na římském Mastersu Internazionali d'Italia skončil ve třetím kole po porážce od Itala Filippa Volandriho. Poprvé od turnaje Monte Carlo Masters 2005 jej dokázal na antuce porazit jiný tenista, než Nadal. Vyřazení pro Švýcara znamenalo čtvrtý turnaj za sebou, na němž nezískal titul, což znamenalo nejdelší sérii od nástupu na tenisový trůn.
První antukovou výhru nad Nadalem zaznamenal ve finále německého Hamburg Masters. Ukončil tak jeho šňůru 81zápasové neporazitelnosti na tomto povrchu.
Po hamburském triumfu zesílily komentáře, jestli Federer dokáže vyhrát čistý grandslam, první od roku 1969, kdy na něho dosáhl Rod Laver. Na pařížský French Open vstupoval v roli úřadujícího šampióna z Wimbledonu, US Open i Australian Open a triumfem by si připsal historický nekalendářní Grand Slam. Na cestě do finále ztratil pouze jedinou sadu, kterou ve čtvrtfinále přenechal španělské světové devítce Tommymu Robredovi poměrem 1–6. Do arény centrálního dvorce Philippa Chatriera opět po roce vstupovali stejní uchazeči o Pohár mušketýrů. Před finále nenašel Federer přemožitele ve 27 utkáních Grand Slamu v řadě. Přes kvalitní hru nebyl schopen využít opakované breakové šance na zisk soupeřova podání. Z deseti nabízených možností prolomit Španělův servis v prvním setu, nezužitkoval žádnou. V celém utkání pak proměnil jeden brejkbol, což při sedmnácti šancích na zisk titulu nestačilo. Nadal tak opět slavil výhru po čtyřsetovém průběhu, tentokrát výsledkem 6–3, 4–6, 6–3 a 6–4.

### Sezóna na trávě
Den po pařížské porážce Federer oznámil, že se odhlašuje z tradiční wimbledonské přípravy – německého turnaje Gerry Weber Open v Halle, kde triumfoval ve čtyřech uplynulých letech. Odstoupení zdůvodnil únavou a obavou z onemocnění.

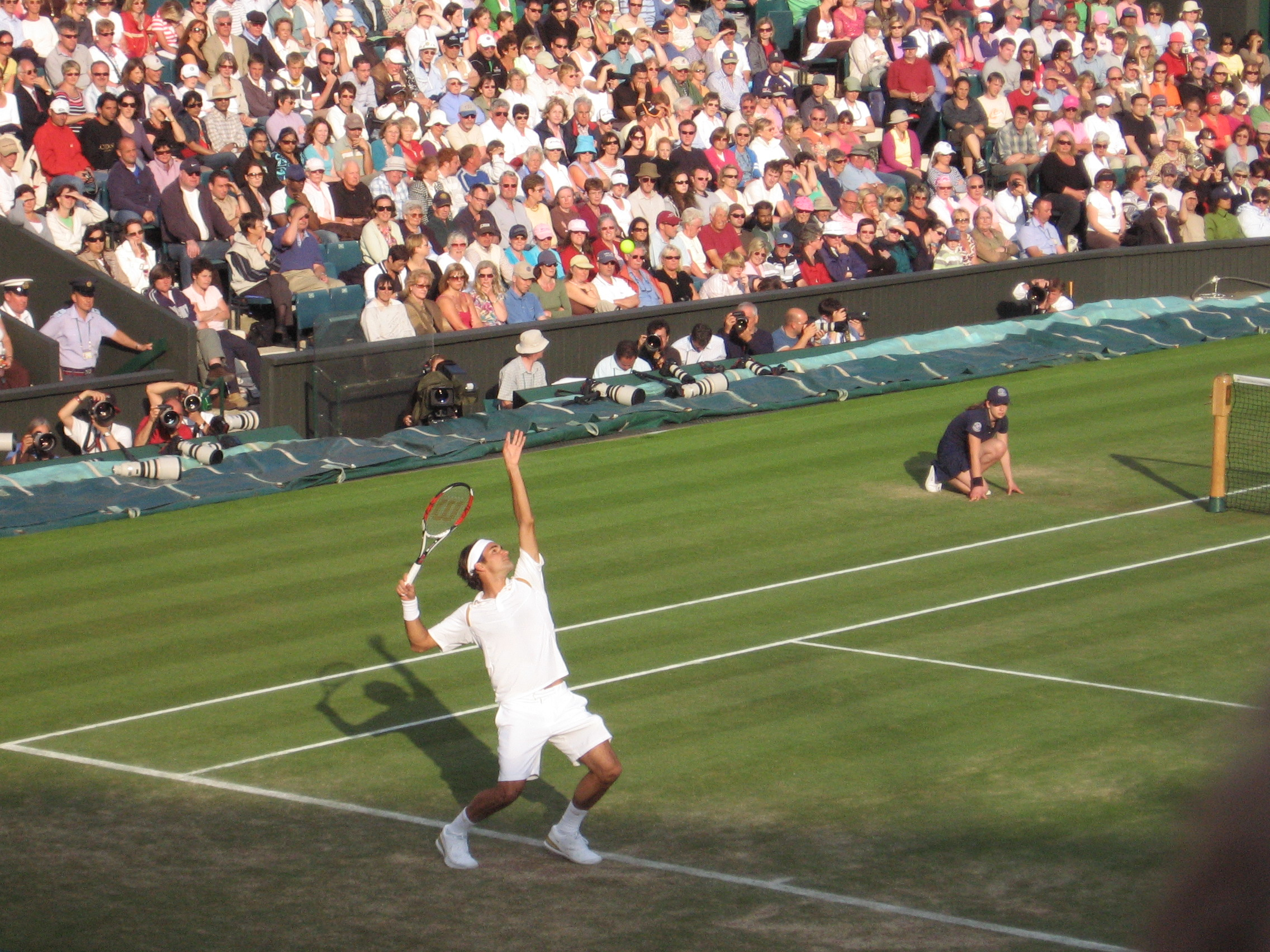
Podání ve Wimbledonu, z něhož si odvezl rekordní pátý titul v řadě

Premiérovou událostí hranou na travnatém povrchu se tak stal až Wimbledon, kam poprvé přijížděl bez předešlé přípravy. Z pozice světové jedničky přesto popáté prošel do finále, když na této cestě ztratil jediný set. Ve čtvrtfinále mu jej odepřel 18. hráč světa Juan Carlos Ferrero. Ve finále byl znovu po roce vyzván světovou dvojkou Rafaelem Nadalem. Oba aktéři na centrálním dvorci svedli vyrovnanou bitvu, od roku 2001 první wimbledonské finále hrané na pět setů. Úvodní dějství rozhodl Švýcar ve svůj prospěch až dvoubodovým rozdílem ve zkrácené hře 9:7. Soupeř odpovědel ziskem druhé sady v poměru 6–4. Klíčový třetí set se rozhodoval opět v tiebreaku, jenž podruhé připadl Federerovi 7:3. Španěl nerezignoval a čtvrtou sadu vyhrál s velkým náskokem 6–2. V rozhodujícím páté fázi duelu čelil Federer dvěma krizovým okamžikům, když soupeři ve třetí a páté hře nabídl vždy po dvou brejcích na ztrátu svého podání. Všechny čtyři rizikové míče však vyhrál a ujal se vedení 3–2. Naopak v šestém gamu využil možnost na prolomení Nadalova servisu. Poté, co odskočil do vedení 4–2, již příležitost nepustil a celý set dovedl vo vítězného konce 6–2. Poprvé byl Švýcar ve finále Grand Slamu přinucen odehrát pět setů, podruhé se tak stalo ve Wimbledonu 2009. Pátou trofejí v řadě se připojil k Borgově rekordu otevřené éry. Celkovou jedenáctou výhrou z majorů vyrovnal Lavera a Borga, jimž v historických tabulkách společně patřila třetí pozice.

### Letní sezóna na amerických betonech
Letní sezónu konanou na amerických betonech zahájil na počátku srpna montréalským Mastersem Canadian Open. Jako obhájce titulu prošel po semifinálové výhře nad Radkem Štěpánkem do posledního utkání, kde byl poprvé v kariéře nad jeho síly čtvrtý hráč žebříčku Novak Djoković ze Srbska. Přestože do zápasu vstupoval s aktivní vzájemnou bilancí 4-0, tak v úvodní sadě prohospodařil tři setboly při vlastním podání a soupeři nabídl zkrácenou hru, jíž Srb získal 7:2. Po hladkém průběhu druhého dějství 6–2 ve prospěch světové jedničky, se tiebreak podruhé poměrem míčů 7:2 přiklonil na stranu mladého Djokoviće.

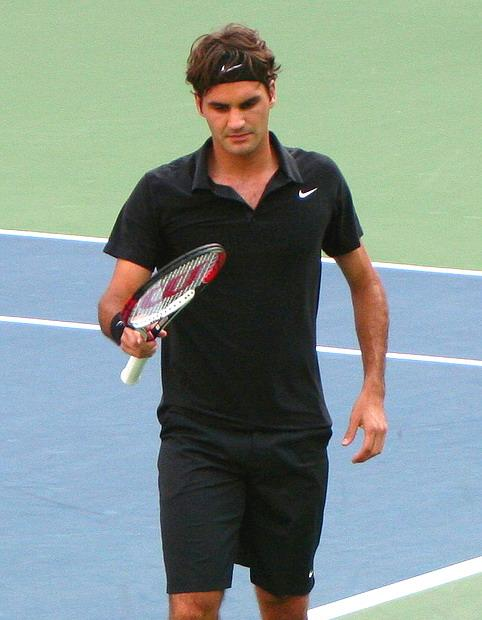
Černý oděv na US Open mu přiřkl přezdívku „Darth Federer“. Newyorský grandslam vyhrál počtvrté za sebou.

Další týden se účastnil Cincinnati Masters. V semifinále překonal krizi a těsně zdolal australskou světovou dvacítku Lleytona Hewitta poměrem 6–3, 6–7(7) a 7–6(1). Ve finále zůstal na jeho raketě Američan James Blake po dvousetovém průběhu, čímž získal druhý cincinnatský a jubilejní padesátý kariérní titul. Současně také dosáhl na jediný triumf série Masters v probíhající sezóně, celkově pak čtrnáctý z této kategorie. Vítězství mu zajistilo konečné první místo na US Open Series.
Jako první nasazený newyorského US Open ztratil úvodní sety třetího kola s Johnem Isnerem a osmifinále proti Felicianu Lópezovi. Mezi posledními osmi hráči turnaje se opakovalo finále předchozího ročníku, když přehrál světovou pětku Andyho Roddicka ve třech sadách zahrnujících dva tiebreaky. Po semifinálovém vítězství nad čtyřkou Nikolajem Davyděnkem se střetl o titul v dobré formě hrajícím Novakem Djokovićem, který Švýcara porazil v Montréalu. Srbská světová trojka rozehrála duel dobře, když mohla třemi setboly při vlastním podání zakončit úvodní set. Švýcar však všechny odvrátil a ve zkrácené hře vyhrál. Jednalo se o stejný průběh zápasu v opačném gardu, než jaký se odehrál v kanadském finále. Federer si navíc připsal tiebreak ve druhém dějství a třetí po prolomení servisu zakončil poměrem 6–4.
Na US Open tak slavil čtvrtý titul v řadě a celkově dvanáctý grandslamový. v historických tabulkách se odpoutal z třetí pozice, o níž se do té doby dělil s Laverem a Borgem. Zároveň se dotáhl na druhou příčku Australana Roye Emersona a dva grandslamové tituly zaostával za rekordním zápisem Američana Peta Samprase. Jako vítězi US Open Series mu k turnajové výhře 1,4 milionu připadla prémie 1 000 000 dolarů. Stal se prvním tenistou historie, který v jedné sezóně zvítězil na třech grandslamech ve třech různých letech (2004, 2006, 2007). Během turnaje jej americký tisk přejmenoval na „Darth Federera“, podle postavy Darth Vader, protože se na dvorci pohyboval pouze v černém oblečení a vždy při nástupu na největší tenisový kurt světa Arthur Ashe Stadium, byla hrána sekvence „The Imperial March“ (Císařského pochodu) z filmové série Star Wars. Stejný pochod organizátoři zahráli také po jeho proměněném mečbolu ve finále, aby vzdali hold k zisku čtvrtého titulu.

### Podzimní halová sezóna

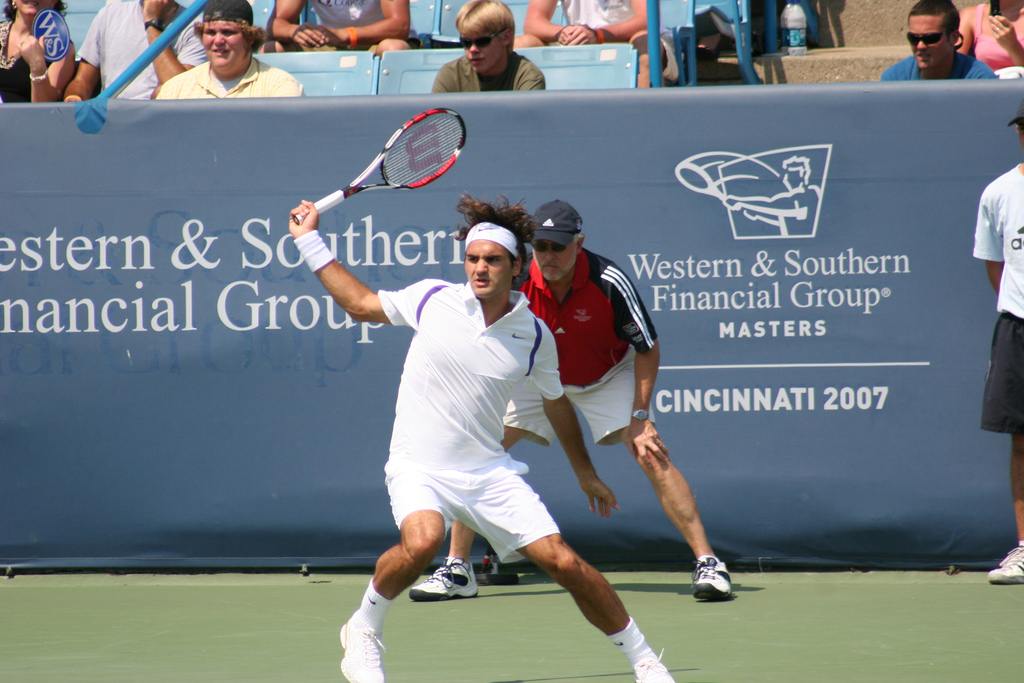
Jediný titul série Masters získal v Cincinnati

První událostí po Flushing Meadows se stalo barážové utkání Davisova poháru ve druhé polovině září. V roli jedničky švýcarského týmu přicestoval do pražské Sazka Areny, v níž vyhrál obě dvouhry nad Štěpánkem i Berdychem. Sobotní čtyřhru s Yvsem Allegrem však po pětisetové bitvě nedokázali dovést do vítězného konce. K záchraně ve Světové skupině dva body nestačily a Česká republika se udržela v elitní skupině po výhře 3:2 na zápasy.
Individuální halovou sezónu otevřel jako obhájce titulu na Madrid Masters, probíhajícím od poloviny října ve španělské metropoli. V roli největšího favorita se po semifinálovém vítězství nad Nicolasem Kieferem probojoval do finále. V něm mu první dvě sady na turnaji sebral Argentinec David Nalbandian, a po výsledku 1–6, 6–3 a 6–3, slavil titul. Na cestě za premiérovou výhrou v sérii Masters musel Nalbandian postupně zdolat Nadala, Djokoviće a Federera.

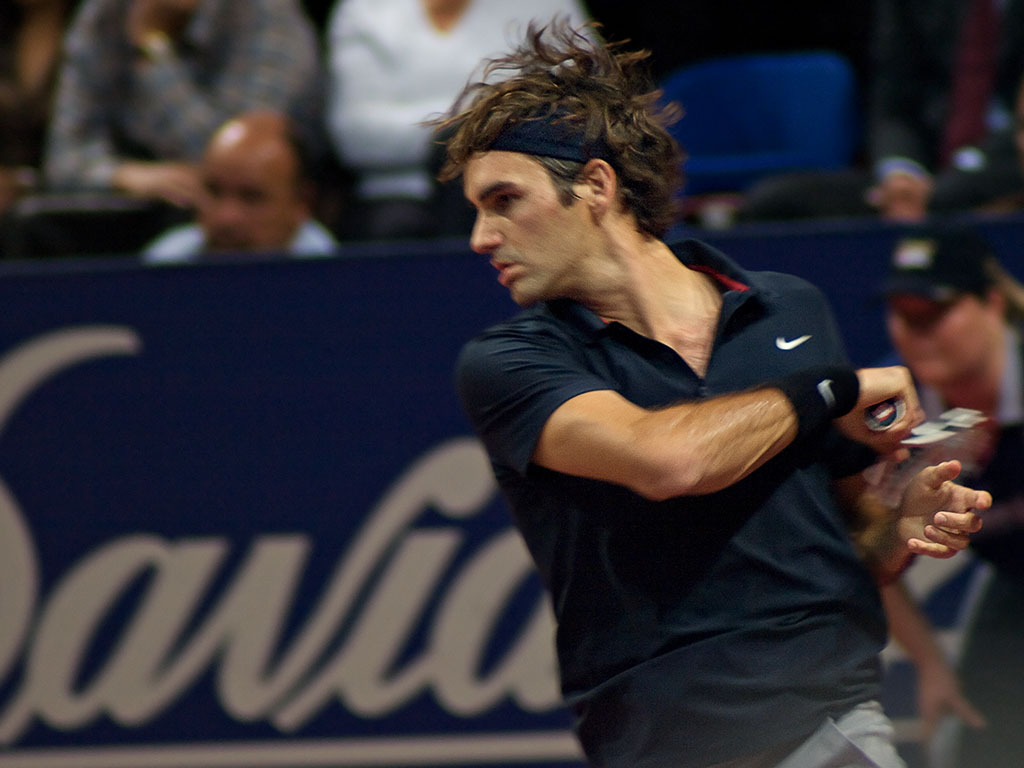
Na Swiss Open v rodné Basileji obhájil titul

Na další turnaj Davidoff Swiss Indoors do rodné Basileje přicestoval také v roli obhájce triumfu. V jeho průběhu prohrál jediný set a po finálové výhře nad Finem Jarkkem Nieminem se mohl radovat z druhého basilejského a třetího švýcarského titulu. Poslední událost Masters se konala pod názvem BNP Paribas Masters v pařížské víceúčelové hale Bercy. Ve dvou setech třetího kola Federera přehrál, stejně jako v madridské aréně, Nalbandian.
Na závěrečném Turnaji mistrů, probíhajícím v čínské Šanghaji pro osm nejlepších hráčů světa, prohrál úvodní duel proti Fernandu Gonzálezovi. Jednalo se o jeho premiérovou porážku v základní fázi této události. Semifinálovou účast si však zajistil dalšími dvěma vítězstvími nad Roddickem a Davyděnkem. Ve vyřazovací fázi jej nejdříve čekala světová dvojka Nadal, kterému nedal příležitost ke zdramatizování zápasu. Čtvrtý titul z Turnaje mistrů získal poté, co zdolal šestého tenistu žebříčku Davida Ferrera.
Počtvrté v řadě zakončil sezónu na 1. místě žebříčku ATP.

## Přehled utkání

### Grand Slam

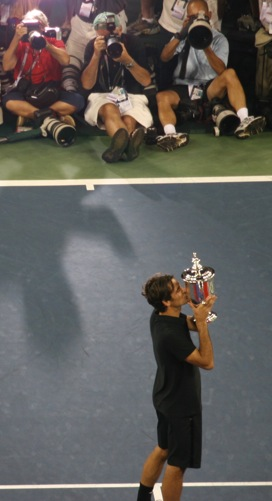
Federer líbá pohár pro vítěze mužské dvouhry na US Open

| turnaj          | fáze        | stav       | soupeř                | výsledek                      |
| --------------- | ----------- | ---------- | --------------------- | ----------------------------- |
| Australian Open | 1. kolo     | výhra      | Björn Phau            | 7–5, 6–0, 6–4                 |
| Australian Open | 2. kolo     | výhra      | Jonas Björkman        | 6–2, 6–3, 6–2                 |
| Australian Open | 3. kolo     | výhra      | Michail Južnyj        | 6–3, 6–3, 7–6(5)              |
| Australian Open | 4. kolo     | výhra      | Novak Djoković        | 6–2, 7–5, 6–3                 |
| Australian Open | čtvrtfinále | výhra      | Tommy Robredo         | 6–3, 7–6(2), 7–5              |
| Australian Open | semifinále  | výhra      | Andy Roddick          | 6–4, 6–0, 6–2                 |
| Australian Open | finále      | vítěz (10) | Fernando González     | 7–6(2), 6–4, 6–4              |
| French Open     | 1. kolo     | výhra      | Michael Russell       | 6–4, 6–2, 6–4                 |
| French Open     | 2. kolo     | výhra      | Thierry Ascione       | 6–1, 6–2, 7–6(8)              |
| French Open     | 3. kolo     | výhra      | Potito Starace        | 6–2, 6–3, 6–0                 |
| French Open     | 4. kolo     | výhra      | Michail Južnyj        | 7–6(3), 6–4, 6–4              |
| French Open     | čtvrtfinále | výhra      | Tommy Robredo         | 7–5, 1–6, 6–1, 6–2            |
| French Open     | semifinále  | výhra      | Nikolaj Davyděnko     | 7–5, 7–6(5), 7–6(7)           |
| French Open     | finále      | prohra     | Rafael Nadal          | 6–3, 4–6, 6–3, 6–4            |
| Wimbledon       | 1. kolo     | výhra      | Teimuraz Gabašvili    | 6–3, 6–2, 6–4                 |
| Wimbledon       | 2. kolo     | výhra      | Juan Martín del Potro | 6–2, 7–5, 6–1                 |
| Wimbledon       | 3. kolo     | výhra      | Marat Safin           | 6–1, 6–4, 7–6(4)              |
| Wimbledon       | 4. kolo     | výhra      | Tommy Haas            | bez boje                      |
| Wimbledon       | čtvrtfinále | výhra      | Juan Carlos Ferrero   | 7–6(2), 3–6, 6–1, 6–3         |
| Wimbledon       | semifinále  | výhra      | Richard Gasquet       | 7–5, 6–3, 6–4                 |
| Wimbledon       | finále      | vítěz (11) | Rafael Nadal          | 7–6(7), 4–6, 7–6(3), 2–6, 6–2 |
| US Open         | 1. kolo     | výhra      | Scoville Jenkins      | 6–3, 6–2, 6–4                 |
| US Open         | 2. kolo     | výhra      | Paul Capdeville       | 6–1, 6–4, 6–4                 |
| US Open         | 3. kolo     | výhra      | John Isner            | 6–7(4), 6–2, 6–4, 6–2         |
| US Open         | 4. kolo     | výhra      | Feliciano López       | 3–6, 6–4, 6–1, 6–4            |
| US Open         | čtvrtfinále | výhra      | Andy Roddick          | 7–6(5), 7–6(4), 6–2           |
| US Open         | semifinále  | výhra      | Nikolaj Davyděnko     | 7–5, 6–1, 7–5                 |
| US Open         | finále      | vítěz (12) | Novak Djoković        | 7–6(4), 7–6(2), 6–4           |

### ATP Tour

#### Dvouhra: 77 (68–9)
| utkání | turnaj               | datum | kat. | místo | povrch  | fáze       | soupeř                | ATP  | stav   | výsledek                      |
| 609. | Australian Open      | 1/15  | GS   | venku | tvrdý   | 128 v kole | Björn Phau            | #82  | výhra  | 7-5, 6-0, 6-4                 |
| 610. | Australian Open      | 1/15  | GS   | venku | tvrdý   | 64 v kole  | Jonas Björkman        | #50  | výhra  | 6-2, 6-3, 6-2                 |
| 611. | Australian Open      | 1/15  | GS   | venku | tvrdý   | 32 v kole  | Michail Južnyj        | #25  | výhra  | 6-3, 6-3, 7-6(5)              |
| 612. | Australian Open      | 1/15  | GS   | venku | tvrdý   | 16 v kole  | Novak Djoković        | #15  | výhra  | 6-2, 7-5, 6-3                 |
| 613. | Australian Open      | 1/15  | GS   | venku | tvrdý   | QF         | Tommy Robredo         | #6   | výhra  | 6-3, 7-6(2), 7-5              |
| 614. | Australian Open      | 1/15  | GS   | venku | tvrdý   | SF         | Andy Roddick          | #7   | výhra  | 6-4, 6-0, 6-2                 |
| 615. | Australian Open      | 1/15  | GS   | venku | tvrdý   | Finále     | Fernando González     | #9   | vítěz  | 7-6(2), 6-4, 6-4              |
| 616. | Dubaj                | 2/26  | 500  | venku | tvrdý   | 32 v kole  | Kristian Pless        | #86  | výhra  | 7-6(2), 3-6, 6-3              |
| 617. | Dubaj                | 2/26  | 500  | venku | tvrdý   | 16 v kole  | Daniele Bracciali     | #88  | výhra  | 7-5, 6-3                      |
| 618. | Dubaj                | 2/26  | 500  | venku | tvrdý   | QF         | Novak Djoković        | #14  | výhra  | 6-3, 6-7(6), 6-3              |
| 619. | Dubaj                | 2/26  | 500  | venku | tvrdý   | SF         | Tommy Haas            | #9   | výhra  | 6-4, 7-5                      |
| 620. | Dubaj                | 2/26  | 500  | venku | tvrdý   | Finále     | Michail Južnyj        | #18  | vítěz  | 6-4, 6-3                      |
| – | Indian Wells Masters | 3/5   | 1000 | venku | tvrdý   | 128 v kole | volný los             |      |        |                               |
| 621. | Indian Wells Masters | 3/5   | 1000 | venku | tvrdý   | 64 v kole  | Guillermo Cañas       | #60  | prohra | 5-7, 2-6                      |
| — | Miami Masters        | 3/19  | 1000 | venku | tvrdý   | 128 v kole | volný los             |      |        |                               |
| 622. | Miami Masters        | 3/19  | 1000 | venku | tvrdý   | 64 v kole  | Sam Querrey           | #69  | výhra  | 6-4, 6-3                      |
| 623. | Miami Masters        | 3/19  | 1000 | venku | tvrdý   | 32 v kole  | Nicolás Almagro       | #34  | výhra  | 7-5, 6-3                      |
| 624. | Miami Masters        | 3/19  | 1000 | venku | tvrdý   | 16 v kole  | Guillermo Cañas       | #55  | prohra | 6-7(2), 6-2, 6-7(5)           |
| — | Monte Carlo Masters  | 4/15  | 1000 | venku | antuka  | 64 v kole  | volný los             |      |        |                               |
| 625. | Monte Carlo Masters  | 4/15  | 1000 | venku | antuka  | 32 v kole  | Andreas Seppi         | #101 | výhra  | 7-6(4), 7-6(6)                |
| 626. | Monte Carlo Masters  | 4/15  | 1000 | venku | antuka  | 16 v kole  | Hyung-Taik Lee        | #49  | výhra  | 6-4, 6-3                      |
| 627. | Monte Carlo Masters  | 4/15  | 1000 | venku | antuka  | QF         | David Ferrer          | #16  | výhra  | 6-4, 6-0                      |
| 628. | Monte Carlo Masters  | 4/15  | 1000 | venku | antuka  | SF         | Juan Carlos Ferrero   | #21  | výhra  | 6-3, 6-4                      |
| 629. | Monte Carlo Masters  | 4/15  | 1000 | venku | antuka  | Finále     | Rafael Nadal          | #2   | prohra | 4-6, 4-6                      |
| — | Rome Masters         | 5/7   | 1000 | venku | antuka  | 64 v kole  | volný los             |      |        |                               |
| 630. | Rome Masters         | 5/7   | 1000 | venku | antuka  | 32 v kole  | Nicolás Almagro       | #40  | výhra  | 6-3, 6-4                      |
| 631. | Rome Masters         | 5/7   | 1000 | venku | antuka  | 16 v kole  | Filippo Volandri      | #53  | prohra | 2-6, 4-6                      |
| — | Hamburg Masters      | 5/14  | 1000 | venku | antuka  | 64 v kole  | volný los             |      |        |                               |
| 632. | Hamburg Masters      | 5/14  | 1000 | venku | antuka  | 32 v kole  | Juan Mónaco           | #48  | výhra  | 6-3, 2-6, 6-4                 |
| 633. | Hamburg Masters      | 5/14  | 1000 | venku | antuka  | 16 v kole  | Juan Carlos Ferrero   | #19  | výhra  | 6-2, 6-3                      |
| 634. | Hamburg Masters      | 5/14  | 1000 | venku | antuka  | QF         | David Ferrer          | #14  | výhra  | 6-3, 4-6, 6-3                 |
| 635. | Hamburg Masters      | 5/14  | 1000 | venku | antuka  | SF         | Carlos Moyá           | #36  | výhra  | 4-6, 6-4, 6-2                 |
| 636. | Hamburg Masters      | 5/14  | 1000 | venku | antuka  | Finále     | Rafael Nadal          | #2   | vítěz  | 2-6, 6-2, 6-0                 |
| 637. | Roland Garros        | 5/28  | GS   | venku | antuka  | 128 v kole | Michael Russell       | #68  | výhra  | 6-4, 6-2, 6-4                 |
| 638. | Roland Garros        | 5/28  | GS   | venku | antuka  | 64 v kole  | Thierry Ascione       | #168 | výhra  | 6-1, 6-2, 7-6(8)              |
| 639. | Roland Garros        | 5/28  | GS   | venku | antuka  | 32 v kole  | Potito Starace        | #57  | výhra  | 6-2, 6-3, 6-0                 |
| 640. | Roland Garros        | 5/28  | GS   | venku | antuka  | 16 v kole  | Michail Južnyj        | #15  | výhra  | 7-6(3), 6-4, 6-4              |
| 641. | Roland Garros        | 5/28  | GS   | venku | antuka  | QF         | Tommy Robredo         | #9   | výhra  | 7-5, 1-6, 6-1, 6-2            |
| 642. | Roland Garros        | 5/28  | GS   | venku | antuka  | SF         | Nikolaj Davyděnko     | #4   | výhra  | 7-5, 7-6(5), 7-6(7)           |
| 643. | Roland Garros        | 5/28  | GS   | venku | antuka  | Finále     | Rafael Nadal          | #2   | prohra | 3-6, 6-4, 3-6, 4-6            |
| 644. | Wimbledon            | 6/25  | GS   | venku | tráva   | 128 v kole | Teimuraz Gabašvili    | #86  | výhra  | 6-3, 6-2, 6-4                 |
| 645. | Wimbledon            | 6/25  | GS   | venku | tráva   | 64 v kole  | Juan Martín del Potro | #56  | výhra  | 6-2, 7-5, 6-1                 |
| 646. | Wimbledon            | 6/25  | GS   | venku | tráva   | 32 v kole  | Marat Safin           | #24  | výhra  | 6-1, 6-4, 7-6(4)              |
| — | Wimbledon            | 6/25  | GS   | venku | tráva   | 16 v kole  | Tommy Haas            | #10  | výhra  | bez boje                      |
| 647. | Wimbledon            | 6/25  | GS   | venku | tráva   | QF         | Juan Carlos Ferrero   | #18  | výhra  | 7-6(2), 3-6, 6-1, 6-3         |
| 648. | Wimbledon            | 6/25  | GS   | venku | tráva   | SF         | Richard Gasquet       | #14  | výhra  | 7-5, 6-3, 6-4                 |
| 649. | Wimbledon            | 6/25  | GS   | venku | tráva   | Finále     | Rafael Nadal          | #2   | vítěz  | 7-6(7), 4-6, 7-6(3), 2-6, 6-2 |
| — | Canada Masters       | 8/5   | 1000 | venku | tvrdý   | 64 v kole  | volný los             |      |        |                               |
| 650. | Canada Masters       | 8/5   | 1000 | venku | tvrdý   | 32 v kole  | Ivo Karlović          | #34  | výhra  | 7-6(2), 7-6(3)                |
| 651. | Canada Masters       | 8/5   | 1000 | venku | tvrdý   | 16 v kole  | Fabio Fognini         | #139 | výhra  | 6-1, 6-1                      |
| 652. | Canada Masters       | 8/5   | 1000 | venku | tvrdý   | QF         | Lleyton Hewitt        | #21  | výhra  | 6-3, 6-4                      |
| 653. | Canada Masters       | 8/5   | 1000 | venku | tvrdý   | SF         | Radek Štěpánek        | #60  | výhra  | 7-6(6), 6-2                   |
| 654. | Canada Masters       | 8/5   | 1000 | venku | tvrdý   | Finále     | Novak Djoković        | #4   | prohra | 6-7(2), 6-2, 6-7(2)           |
| — | Cincinnati Masters   | 8/13  | 1000 | venku | tvrdý   | 64 v kole  | volný los             |      |        |                               |
| 655. | Cincinnati Masters   | 8/13  | 1000 | venku | tvrdý   | 32 v kole  | Julien Benneteau      | #68  | výhra  | 6-3, 6-3                      |
| 656. | Cincinnati Masters   | 8/13  | 1000 | venku | tvrdý   | 16 v kole  | Marcos Baghdatis      | #18  | výhra  | 7-6(5), 7-5                   |
| 657. | Cincinnati Masters   | 8/13  | 1000 | venku | tvrdý   | QF         | Nicolás Almagro       | #32  | výhra  | 6-3, 3-6, 6-2                 |
| 658. | Cincinnati Masters   | 8/13  | 1000 | venku | tvrdý   | SF         | Lleyton Hewitt        | #20  | výhra  | 6-3, 6-7(7), 7-6(1)           |
| 659. | Cincinnati Masters   | 8/13  | 1000 | venku | tvrdý   | Finále     | James Blake           | #8   | vítěz  | 6-1, 6-4                      |
| 660. | US Open              | 8/27  | GS   | venku | tvrdý   | 128 v kole | Scoville Jenkins      | #319 | výhra  | 6-3, 6-2, 6-4                 |
| 661. | US Open              | 8/27  | GS   | venku | tvrdý   | 64 v kole  | Paul Capdeville       | #120 | výhra  | 6-1, 6-4, 6-4                 |
| 662. | US Open              | 8/27  | GS   | venku | tvrdý   | 32 v kole  | John Isner            | #184 | výhra  | 6-7(4), 6-2, 6-4, 6-2         |
| 663. | US Open              | 8/27  | GS   | venku | tvrdý   | 16 v kole  | Feliciano López       | #60  | výhra  | 3-6, 6-4, 6-1, 6-4            |
| 664. | US Open              | 8/27  | GS   | venku | tvrdý   | QF         | Andy Roddick          | #5   | výhra  | 7-6(5), 7-6(4), 6-2           |
| 665. | US Open              | 8/27  | GS   | venku | tvrdý   | SF         | Nikolaj Davyděnko     | #4   | výhra  | 7-5, 6-1, 7-5                 |
| 666. | US Open              | 8/27  | GS   | venku | tvrdý   | Finále     | Novak Djoković        | #3   | vítěz  | 7-6(4), 7-6(2), 6-4           |
| 667. | CZE v. SUI, DC Svět  | 9/21  | DC   | hala  | koberec | baráž      | Radek Štěpánek        | #34  | výhra  | 6-3, 6-2, 6-7(4), 7-6(5)      |
| 668. | CZE v. SUI, DC Svět  | 9/21  | DC   | hala  | koberec | baráž      | Tomáš Berdych         | #10  | výhra  | 7-6(5), 7-6(10), 6-3          |
| — | Madrid Masters       | 10/15 | 1000 | venku | tvrdý   | 64 v kole  | volný los             |      |        |                               |
| 669. | Madrid Masters       | 10/15 | 1000 | venku | tvrdý   | 32 v kole  | Robby Ginepri         | #72  | výhra  | 7-6(2), 6-4                   |
| 670. | Madrid Masters       | 10/15 | 1000 | venku | tvrdý   | 16 v kole  | Guillermo Cañas       | #14  | výhra  | 6-0, 6-3                      |
| 671. | Madrid Masters       | 10/15 | 1000 | venku | tvrdý   | QF         | Feliciano López       | #42  | výhra  | 7-6(4), 6-4                   |
| 672. | Madrid Masters       | 10/15 | 1000 | venku | tvrdý   | SF         | Nicolas Kiefer        | #112 | výhra  | 6-4, 6-4                      |
| 673. | Madrid Masters       | 10/15 | 1000 | venku | tvrdý   | Finále     | David Nalbandian      | #25  | prohra | 6-1, 3-6, 3-6                 |
| 674. | Basilej              | 10/22 | 250  | hala  | tvrdý   | 32 v kole  | Michael Berrer        | #56  | výhra  | 6-1, 3-6, 6-3                 |
| 675. | Basilej              | 10/22 | 250  | hala  | tvrdý   | 16 v kole  | Juan Martín del Potro | #49  | výhra  | 6-1, 6-4                      |
| 676. | Basilej              | 10/22 | 250  | hala  | tvrdý   | QF         | Nicolas Kiefer        | #64  | výhra  | 6-3, 6-2                      |
| 677. | Basilej              | 10/22 | 250  | hala  | tvrdý   | SF         | Ivo Karlović          | #25  | výhra  | 7-6(6), 7-6(5)                |
| 678. | Basilej              | 10/22 | 250  | hala  | tvrdý   | Finále     | Jarkko Nieminen       | #29  | vítěz  | 6-3, 6-4                      |
| — | Paris Masters        | 10/28 | 1000 | hala  | tvrdý   | 64 v kole  | volný los             |      |        |                               |
| 679. | Paris Masters        | 10/28 | 1000 | hala  | tvrdý   | 32 v kole  | Ivo Karlović          | #24  | výhra  | 6-3, 4-6, 6-3                 |
| 680. | Paris Masters        | 10/28 | 1000 | hala  | tvrdý   | 16 v kole  | David Nalbandian      | #21  | prohra | 4-6, 6-7(3)                   |
| 681. | Tennis Masters Cup   | 11/12 | WC   | hala  | tvrdý   | zs         | Fernando González     | #7   | prohra | 6-3, 6-7(1), 5-7              |
| 682. | Tennis Masters Cup   | 11/12 | WC   | hala  | tvrdý   | zs         | Nikolaj Davyděnko     | #4   | výhra  | 6-4, 6-3                      |
| 683. | Tennis Masters Cup   | 11/12 | WC   | hala  | tvrdý   | zs         | Andy Roddick          | #5   | výhra  | 6-4, 6-2                      |
| 684. | Tennis Masters Cup   | 11/12 | WC   | hala  | tvrdý   | SF         | Rafael Nadal          | #2   | výhra  | 6-4, 6-1                      |
| 685. | Tennis Masters Cup   | 11/12 | WC   | hala  | tvrdý   | Finále     | David Ferrer          | #6   | vítěz  | 6-2, 6-3, 6-2                 |
| QF – čtvrtfinále, SF – semifinále, zs – základní skupina kategorie: 250 – International Series / 500 – International Series Gold / 1000 – Masters Series / GS – Grand Slam / DC – Davis Cup |                      |       |      |       |         |            |                       |      |        |                               |

## Přehled finále
| Legenda                               |
| Grand Slam (3–1 D)                    |
| Tennis Masters Cup (1–0 D)            |
| ATP Masters Series (2–3 D)            |
| ATP International Series Gold (1–0 D) |
| ATP International Series (1–0 D)      |
| D – dvouhra; Č – čtyřhra              |

| Finále dle povrchu |
| ------------------ |
| tvrdý (6–2 D)      |
| antuka (1–2 D)     |
| tráva (1–0 D)      |

| Finále dle místa |
| ---------------- |
| venku (6–3 D)    |
| hala (2–1 D)     |

### Dvouhra: 12 (8–4)
| stav      | č.  | datum              | turnaj                            | povrch    | soupeř ve finále  | výsledek                          |
| --------- | --- | ------------------ | --------------------------------- | --------- | ----------------- | --------------------------------- |
| Vítěz     | 46. | 28. ledna 2007     | Australian Open, Austrálie (3)    | tvrdý     | Fernando González | 7–6(7–2), 6–4, 6–4                |
| Vítěz     | 47. | 3. března 2007     | Dubaj, SAE (4)                    | tvrdý     | Michail Južnyj    | 6–4, 6–3                          |
| Finalista | 14. | 22. dubna 2007     | Monte Carlo, Monako (2)           | antuka    | Rafael Nadal      | 4–6, 4–6                          |
| Vítěz     | 48. | 20. května 2007    | Hamburk, Německo (4)              | antuka    | Rafael Nadal      | 2–6, 6–2, 6–0                     |
| Finalista | 15. | 10. června 2007    | French Open, Paříž, Francie (2)   | antuka    | Rafael Nadal      | 3–6, 6–4, 3–6, 4–6                |
| Vítěz     | 49. | 8. července 2007   | Wimbledon, Spojené království (5) | tráva     | Rafael Nadal      | 7–6(9–7), 4–6, 7–6(7–3), 2–6, 6–2 |
| Finalista | 16. | 12. srpna 2007     | Montreal, Kanada                  | tvrdý     | Novak Djoković    | 6–7(2–7), 6–2, 6–7(2–7)           |
| Vítěz     | 50. | 19. srpna 2007     | Cincinnati, USA (2)               | tvrdý     | James Blake       | 6–1, 6–4                          |
| Vítěz     | 51. | 9. září 2007       | US Open, New York, USA (4)        | tvrdý     | Novak Djoković    | 7–6(7–4), 7–6(7–2), 6–4           |
| Finalista | 17. | 21. října 2007     | Madrid, Španělsko                 | tvrdý (h) | David Nalbandian  | 6–1, 3–6, 3–6                     |
| Vítěz     | 52. | 28. října 2007     | Basilej, Švýcarsko (2)            | tvrdý (h) | Jarkko Nieminen   | 6–3, 6–4                          |
| Vítěz     | 53. | 18. listopadu 2007 | Turnaj mistrů, Šanghaj, Čína (4)  | tvrdý (h) | David Ferrer      | 6–2, 6–3, 6–2                     |

## Finanční odměny

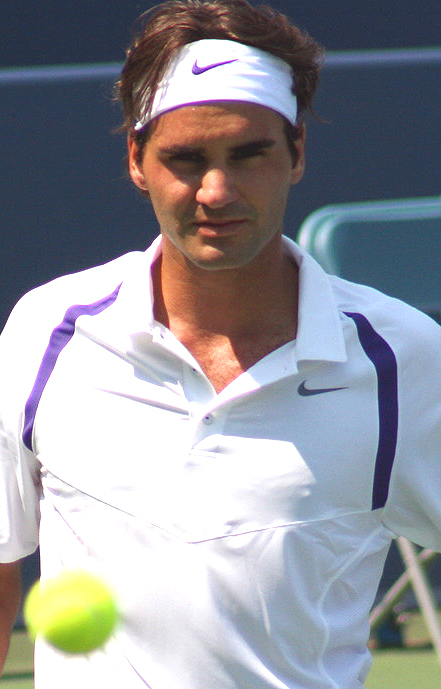
Během vítězného Cincinnati Masters

| Soutěž                                                           | turnaj                      | finanční odměna    | celkem      |
| ---------------------------------------------------------------- | --------------------------- | ------------------ | ----------- |
| Dvouhra                                                          | Australian Open             | $1 004 560         | $1 004 560  |
| Dvouhra                                                          | Dubai Tennis Championships  | $300 000           | $1 304 560  |
| Dvouhra                                                          | Pacific Life Open           | $9 000             | $1 320 070  |
| Dvouhra                                                          | Sony Ericsson Open          | $35 000            | $1 360 370  |
| Dvouhra                                                          | Monte Carlo Masters         | $200 000           | $1 560 370  |
| Dvouhra                                                          | Internazionali BNL d'Italia | $25 000            | $1 585 370  |
| Dvouhra                                                          | Hamburg Masters             | $400 000           | $1 987 120  |
| Dvouhra                                                          | French Open                 | $671 775           | $2 660 645  |
| Dvouhra                                                          | Wimbledon                   | $1 399 175         | $4 059 820  |
| Dvouhra                                                          | Rogers Cup                  | $200 000           | $4 259 820  |
| Dvouhra                                                          | Cincinnati Masters          | $400 000           | $4 663 620  |
| Dvouhra                                                          | US Open                     | $2 400 000         | $7 063 620  |
| Dvouhra                                                          | Mutua Masters Madrid        | $200 000           | $7 263 620  |
| Dvouhra                                                          | Davidoff Swiss Indoors      | $142 000           | $7 405 620  |
| Dvouhra                                                          | BNP Paribas Masters         | $25 000            | $7 430 620  |
| Dvouhra                                                          | Tennis Masters Cup          | $1 200 000         | $8 630 620  |
| Čtyřhra                                                          | Dubai Tennis Championships  | $6 510             | $1 311 070  |
| Čtyřhra                                                          | Pacific Life Open           | $5 300             | $1 325 370  |
| Čtyřhra                                                          | Internazionali BNL d'Italia | $1 750             | $1 587 120  |
| Čtyřhra                                                          | Hamburg Masters             | $1 750             | $1 988 870  |
| Čtyřhra                                                          | Rogers Cup                  | $3 800             | $4 263 620  |
| Přehled                                                          | výdělek v sezóně1)          | výdělek v sezóně1) | $10 130 620 |
| Přehled                                                          | výdělek v kariéře           | výdělek v kariéře  | $38 707 078 |
| 1) – rekordní výdělek za jednu sezónu; kurziva – turnajový titul |                             |                    |             |